# Piromyces citronii
Piromyces citronii är en svampart som beskrevs av B. Gaillard, Breton, Dusser & Julliand 1995. Piromyces citronii ingår i släktet Piromyces och familjen Neocallimastigaceae.   Inga underarter finns listade i Catalogue of Life.